# Loi fondamentale de l'Arabie saoudite
Lire en ligne

Université de Perpignan : Traduction

La Loi fondamentale de l'Arabie saoudite (al nizam al-açaçi), adoptée le 1er mars 1992 par décret royal est la norme délimitant les responsabilités et les responsabilités des institutions gouvernementales. Elle fut adoptée par le roi Fahd pour moderniser le pays.

## Contenu
L'article 1 de la Loi fondamentale précise que la norme suprême de l'Arabie saoudite est le « Saint Coran et la Sunna » qui forment sa constitution.
Elle dispose notamment :

« La monarchie est le système de gouvernement du Royaume d'Arabie saoudite.
Sa direction sera limitée aux fils du fondateur le roi Abdelaziz ben Abderrahmane Al Saoud et leurs descendants. Celui d'entre eux qui conviendra le mieux se verra confier la charge de diriger sous la conduite du Saint Coran et de la Sunna du Prophète. »

— Article 5(a) et (b) de la Loi fondamentale
Aussi, l'article 8 précise que « la gouvernance du Royaume d'Arabie saoudite est basée sur la justice, la Choura et l'égalité selon la charia islamique ».

## Sources